# Carl Erik Sørensen
Carl Erik Sørensen (født 4. august 1954 i Virum) er en dansk revyforfatter.
Sørensen er uddannet cand.mag. i matematik og fysik fra Københavns Universitet og har arbejdet som matematiklærer i gymnasiet. Allerede i gymnasiet skrev han tekster til skolekomedier, og midten af 1970'erne engagerede han sig i Studenterrevyen. Det førte siden til professionelle revyer, og siden 1985 har han udelukkende arbejdet som tekstforfatter. Han¨s tekster til Cirkusrevyen har væøret med til at skabe revyens succes. Carl Erik Sørensen står blandt andet bag teksterne til Ulf Pilgaards rolle som Poul Nyrup Rasmussen fra midten af 1990'erne og selvsammes rolle som dronning Margrethe. Samlet har han leveret over 1.500 viser, monologer og sketches til nærmest samtlige danske revyer, shows og satireprogrammer i radio og tv. Foruden Cirkusrevyen har han skrevet tekster til Tivolirevyen, Rottefælden, Blokhus Revyen, Randers Revyen, Hjørringrevyen, Helsingør Revyen og Nykøbing F. Revyen.
Derudover var han tekstforfatteren bag tv-serien Flemming og Berit fra 1994. I 1989 var han dramaturg på Jydekompagniet 3.
Han er kåret til Årets Revyforfatter i 1982, 2002, 2007, 2011 og 2023 og blev i 2006 årets æreskunstner.